# Ryokpo
Ryŏkp'o-guyŏk, (Hán Việt: Lực Phố khu vực) là một trong 19 đơn vị hành chính của thủ đô Bình Nhưỡng, Cộng hòa Dân chủ Nhân dân Triều Tiên. Khu vực giáp với Songgyo và Sadong ở phía bắc, phía nam là Chunghwa và phía tây là Rakrang. Khu vực được sáp nhập vào thủ đô Bình Nhưỡng từ tháng 10 năm 1960. Trên địa phận Ryokpo có Lăng Đông Minh Vương thuộc Quần thể lăng mộ Cao Câu Ly.
Năm 2008, dân cư khu vực Samsok là 82.548 người, gồm 38.432 nam và 44.116 nữ, trong đó dân cư thành thị là 60.922 người (73,8%).